# 普列斯卡奇
50°6′33″N 31°32′3″E / 50.10917°N 31.53417°E
普萊斯卡奇（烏克蘭語：Плескачі）是位於烏克蘭北部的村莊，由基辅州鲍里斯皮尔区的佩雷亞斯拉夫市鎮負責管轄。該村面積0.21平方公里，海拔高度97米，2001年人口33，人口密度每平方公里157.1人。